# Economia de França
Amb un PIB de 2 160 miliards d'euros, França és la 10a economia més gran del món, d'acord amb la mesura del PIB en termes de la paritat de poder adquisitiu, i presenta la taxa més baixa de pobresa del món (6%). D'acord amb el Fons Monetari Internacional, és la segona economia més gran d'Europa, després d'Alemanya. Conté abundants recursos agrícoles, un fonament industrial sòlid, una força laboral molt capacitada. El sector dels serveis representa el 72% de l'economia del país. Comparat amb altres economies desenvolupades, el creixement del PIB francès és robust, però no tan accelerat com el dels Estats Units (2% entre 1994-1998). La taxa d'atur és estable, però, el dèficit comercial en compte corrent ha caracteritzat el comerç francès dels últims anys. Com a estat de la Unió Europea s'ha acollit a l'euro com a moneda (substituint el franc).
França passa per una transició, des d'una economia moderna i desenvolupada on la presència del govern en l'economia estava molt important, cap a una economia on el mercat és lliure. El govern ha privatitzat moltes grans empreses, bancs i asseguradors, i ha concedit parts d'empreses líders tals com Air France, France Télécom, Renault, i Thales. Encara manté una forta presència en alguns sectors, particularment l'energia, el transport públic, la defensa i la indústria.
Amb 75 milions de visitants estrangers, França és el país més visitat i té la tercera més gran renda originària del turisme del món.

## Ocupació i atur
La població activa a França, segons la definició de l'OIT (persones entre 15 i 64 anys que tenen una feina o estan aturats) era uns 28 milions de persones en 2007. Entre ells, uns 25,5 milions de persones van ser emprats, eren 22 o uns 2,5 milions a l'atur segons l'OIT, que correspon a una taxa de participació d'una taxa d'ocupació de 64,5%. La taxa de participació de les dones és 65% (i la taxa d'ocupació del 60%) contra el 75% (69% taxa d'ocupació) per als homes i les dones representen el 47% de la població activa total. Si es pren com a referència la població més de 15 anys (un 49,5 milions), la taxa de participació és del 56,24%. La dels homes és de 62% i la de les dones és 51%.
Pel que fa a l'atur, la situació del mercat laboral ha millorat en els darrers anys, però la diferència respecte als països amb millors resultats són encara importants. Mentre que havia assolit el 12% el 1996, la taxa d'atur francesa va caure al 7,5% al bell mig de la 2007. Aquesta és encara, però, un punt percentual per sobre de la mitjana d'EU-15 i gairebé tres punts per sobre la mitjana de l'OCDE. Un altre problema és que l'atur a França pot durar més llarg que en altres països: el 40% dels aturats estan atur més que un any i un 20% més de dos anos.

## Dades bàsiques (2002)
- PIB: $ 1.418.512.000.000
- PIB per habitant: $ 23.197
- Població activa: 26.384.671
- Atur: 8,7%
- Creixement econòmic: 1,2%
- Inflació: 1,8%
- Producció del Sector terciari: 71% del total del PIB
- Producció del Sector secundari: 26% del total del PIB
- Producció del Sector primari: 3% del total del PIB

## Empreses i companyies franceses
Categoria principal: empreses de França
- Air France-KLM (franconeerlandesa)
- Alcampo
- Altadis (francoespanyola)
- Alcatel
- Carrefour
- France Telecom
- Gas de France
- Lacoste
- Peugeot
- Renault
- TF1